# Dongola (Illinois)
Dongola – wieś w Stanach Zjednoczonych, w stanie Illinois, w hrabstwie Union.